# 卡拉克站
卡拉克站是法国的一个铁路车站，位于法国西北部阿摩尔滨海省市镇卡拉克境内。

## 位置
卡拉克站位于甘冈－卡赖铁路537.74公里处。站址位于卡拉克市区的东北部。车站大致呈东北-西南走向，主站房位于铁路线西北侧。

## 站台设置
| 东南↑ |             |                 |
|       |             | （较少使用）    |
|       |             | ← 甘冈 / 卡赖 → |
|       | 岛式        |                 |
|       |             | （较少使用）    |
|       | 侧式 主站房 |                 |
|       |             | （较少使用）    |
| 西北↓ |             |                 |

## 停靠线路
以下列车线路在卡拉克站停靠：
| 卡拉克站列车线路表 |      |        |          |              |
| 线路               | 车种 | 上一站 | 下一站   | 大致运行频率 |
| 甘冈—卡赖          | TER  | 莱麦   | 勒佩尼提 | 每天6趟左右  |
| 1.                 |      |        |          |              |

## 配套交通

### 公共汽车
卡拉克站附近暂无固定的长途汽车和城市公共交通线路。

### 社会车辆
卡拉克站门口设有社会车辆停车场。

## 临近车站
| 卡拉克站（Gare de Callac） |                |                        |
| 上行车站                   | 线路           | 下行车站               |
| 莱麦乘降所 5km ←           | 甘冈－卡赖铁路 | 勒佩尼提乘降所 → 7.3km |